# Гусь (Люблінське воєводство)
Гусь, або Ґенсь (пол. Gęś) — село в Польщі, у гміні Яблонь Парчівського повіту Люблінського воєводства. Населення — 648 осіб (2011).

## Історія
1665 року вперше згадується церква в селі.
У часи входження до складу Російської імперії належало до Радинського повіту Сідлецької губернії.
За даними етнографічної експедиції 1869—1870 років під керівництвом Павла Чубинського, у селі Гусь здебільшого проживали греко-католики, усе населення розмовляло українською мовою.
У міжвоєнні 1918—1939 роки польська влада в рамках великої акції руйнування українських храмів на Холмщині і Підляшші перетворила місцеву православну церкву на римо-католицький костел.
У 1975—1998 роках село належало до Білопідляського воєводства.

## Населення
Демографічна структура станом на 31 березня 2011 року:
|          | Загалом | Допрацездатний вік | Працездатний вік | Постпрацездатний вік |
| -------- | ------- | ------------------ | ---------------- | -------------------- |
| Чоловіки | 340     | 79                 | 214              | 47                   |
| Жінки    | 308     | 60                 | 171              | 77                   |
| Разом    | 648     | 139                | 385              | 124                  |